# Gazette des Deux-Ponts
Pour les articles homonymes, voir La Gazette.
La Gazette des Deux-Ponts est un périodique créé en 1770, avec l'appui de Maximilien de Wittelsbach, duc de Palatinat-Deux-Ponts et futur roi de Bavière, par Joseph-Gaspard Dubois-Fontanelle qui fut, à ses débuts, le principal rédacteur du journal. 
Le libraire Jacques Lacombe (1724-1811) était chargé, en tant que conseiller et imprimeur du duc, de recueillir envois et abonnements.

## Histoire
La création de ce nouveau journal de la langue française, mais dont le siège est fixé dans une principauté allemande, est annoncée dans l'Avant-coureur en mai 1770, dans le Journal des savants, en juin 1770 et dans le Mercure de France, en juin 1770 et juin 1771.
Sa création, hors du sol français est lié au contexte politique européen de l'époque durant laquelle une campagne anti-russe organisée par le gouvernement français afin de dégrader l’image de ce pays aux yeux de l'opinion. La Gazette des deux Ponts pratique une information orientée considérée comme modérée et accorde une large place à la matière russe au niveau littéraire. Cependant, au niveau politique, son traitement reste le plus souvent sous influence française et répond rarement à l'attente de la diplomatie russe, notamment représentée par le prince Dimitri Alexeïevitch Galitzine, ministre plénipotentiaire à La Haye mais également membre de plusieurs académies littéraires et scientifique européennes.
L'existence d'une imprimerie permit la création de cette gazette au niveau local et c'est l'homme de lettres, auteur dramatique et traducteur français Joseph-Gaspard Dubois-Fontanelle qui en assura la rédaction à ses débuts. Le journal se présentait en deux éditions distinctes : la gazette des Deux-Ponts, proprement dite et qui se dénommera également gazette universelle de politique, mais aussi la gazette universelle de littérature.

## Contenu
Selon Gilles Feyel, auteur d'un article intitulé Prémices et épanouissement de la rubrique de faits divers (1631-1848), publié dans  le numéro 14 de la revue des Cahiers du journalisme (printemps-été 2005) :
« La Gazette des Deux-Ponts cantonne ces récits dans sa rubrique « Variété », située en fin de numéro : de leur
diversité sont tirées des considérations, désabusées ou amusées, sur les hommes et les mœurs de l’époque. Ces leçons morales n’empêchent pas
le rédacteur d’insister souvent sur l’horreur des faits, et d’accumuler les détails les plus sanglants... »
Selon Jeanne Peiffer, cette revue, qualifié d'« austère », paraissant le mardi et le jeudi,  souhaitait devenir « en quelque sorte, le dépôt commun de l’Europe savante [et] réunir les membres de la République des Lettres en réunissant leurs travaux » se référant ainsi à une citation de l'historien français Jean Sgard.